# Burnt Woods
Drift Creek az Amerikai Egyesült Államok északnyugati részén, Oregon állam Lincoln megyéjében, a U.S. Route 20 mentén elhelyezkedő önkormányzat nélküli település.
A posta 1919 és 1978 között működött. Az egykori erdőtüzek nyomai ma is látszanak. A bolt az 1920-as évek elején, a kávézó pedig 1925-ben nyílt meg.

## Fordítás
- Ez a szócikk részben vagy egészben  a   Burnt Woods, Oregon című angol Wikipédia-szócikk ezen változatának fordításán alapul.  Az eredeti cikk szerkesztőit annak laptörténete sorolja fel. Ez a jelzés csupán a megfogalmazás eredetét és a szerzői jogokat jelzi, nem szolgál a cikkben szereplő információk forrásmegjelöléseként.